# Список міністрів юстиції України
Список персон, які керували 
Міністерством юстиції України з 1917 року та Державним секретаріатом судівництва ЗУНР.

## Генеральний секретар судових справУкраїнської Центральної Ради
| № | Час повноважень                | Портрет | Ім'я                |
| 1 | 15 червня 1917 — 11 січня 1918 |         | Валентин Садовський |

## Міністри судових справУкраїнської Центральної Ради
| № | Час повноважень       | Портрет | Ім'я                |
| 1 | 11 січня — лютий 1918 |         | Валентин Садовський |
| 2 | лютий — квітень 1918  |         | Сергій Шелухін      |

## Міністри юстиціїГетьманського уряду України
| № | Час повноважень               | Портрет | Ім'я               |
| 1 | 8 травня — 24 серпня 1918     |         | Михайло Чубинський |
| 2 | серпень — 24 жовтня 1918      |         | Олексій Романов    |
| 3 | 24 жовтня — 14 листопада 1918 |         | Андрій В'язлов     |
| 4 | 14 листопада — 14 грудня 1918 |         | Віктор Рейнбот     |

## Міністри юстиціїДиректорії України
| №    | Час повноважень                       | Портрет | Ім'я               |
| в.о. | ?                                     |         | Сергій Шелухін     |
| 1    | квітень 1919 — ?                      |         | Віктор Приходько   |
| 2    | січень 1919 — 14 (13?) лютого 1919    |         | Григорій Сиротенко |
| 3    | 14 (13?) лютого 1919 — 19 квітня 1919 |         | Дмитро Маркевич    |
| 4    | квітень 1919 — травень 1920           |         | Андрій Лівицький   |

## Державний секретаріат судівництва ЗУНР
| № | Час повноважень  | Портрет | Ім'я              |
| 1 | з листопада 1918 |         | Сидір Голубович   |
| 2 | з січня 1919     |         | Осип Бурачинський |

## Народні комісари юстиціїУСРР
| №  | Час повноважень                  | Портрет | Ім'я                   |
| 1  | 28 листопада 1918 — травень 1919 |         | Олександр Хмельницький |
| 2  | травень — серпень 1919           |         | Михайло Лебединець     |
| 3  | 19 лютого 1920 — 3 березня 1921  |         | Євген Терлецький       |
| 4  | 1921 — 1923                      |         | Сергій Буздалін        |
| 5  | січень 1922                      |         | Михайло Вєтошкін       |
| 6  | 1922 — 1927                      |         | Микола Скрипник        |
| 7  | 5 березня 1927 — 10 липня 1930   |         | Василь Порайко         |
| 8  | вересень 1930–1933               |         | Василь Поляков         |
| 9  | липень 1933 — 17 січня 1935      |         | Михайло Михайлик       |
| 10 | 17 січня 1935 — серпень 1936     |         | Аркадій Кисельов       |
| 11 | 8 вересня 1936–1937              |         | Хома Радченко          |
| 12 | червень 1938–1946                |         | Микола Бабченко        |

## Міністри юстиції УРСР
| № | Час повноважень                | Портрет | Ім'я              |
| 1 | 1946 — березень 1947           |         | Микола Бабченко   |
| 2 | березень 1947 — серпень 1953   |         | Денис Панасюк     |
| 3 | січень 1954 — березень 1957    |         | Федір Глух        |
| 4 | березень 1957 — квітень 1963   |         | Катерина Згурська |
| 5 | 6 жовтня 1970 — 2 серпня 1990  |         | Володимир Зайчук  |
| 6 | 2 серпня 1990 — 24 серпня 1991 |         | Віталій Бойко     |

## Міністри юстиції України
| №  | Час повноважень                   | Портрет              | Ім'я                 |
| 1  | 24 серпня 1991 — 20 березня 1992  | Віталій Бойко        | Віталій Бойко        |
| 2  | 20 березня 1992 — 21 квітня 1992  |                      | Володимир Кампо      |
|    | 21 квітня 1992 — 27 жовтня 1992   | —                    |                      |
| 3  | 27 жовтня 1992 — 7 серпня 1995    | Василь Онопенко      | Василь Онопенко      |
|    | 7 серпня 1995 — 27 вересня 1995   | —                    |                      |
| 4  | 27 вересня 1995 — 21 серпня 1997  | Сергій Головатий     | Сергій Головатий     |
| 5  | 21 серпня 1997 — 7 травня 2002    | Сюзанна Станік       | Сюзанна Станік       |
| 6  | 7 травня 2002 — 3 лютого 2005     | Олександр Лавринович | Олександр Лавринович |
| 7  | 4 лютого 2005 — 27 вересня 2005   | Роман Зварич         | Роман Зварич         |
| 8  | 27 вересня 2005 — 4 серпня 2006   | Сергій Головатий     | Сергій Головатий     |
| 9  | 4 серпня 2006 — 1 листопада 2006  | Роман Зварич         | Роман Зварич         |
| 10 | 1 листопада 2006 — 18 грудня 2007 | Олександр Лавринович | Олександр Лавринович |
| 11 | 18 грудня 2007 — 11 березня 2010  | Микола Оніщук        | Микола Оніщук        |
| 12 | 11 березня 2010 — 4 липня 2013    | Олександр Лавринович | Олександр Лавринович |
| 13 | 4 липня 2013 — 27 лютого 2014     | Олена Лукаш          | Олена Лукаш          |
| 14 | 27 лютого 2014 — 29 серпня 2019   | Павло Петренко       | Павло Петренко       |
| 15 | 29 серпня 2019 — 4 вересня 2024   | Денис Малюська       | Денис Малюська       |
| 16 | 5 вересня 2024 — 16 липня 2025    | Ольга Стефанішина    | Ольга Стефанішина    |